# Anatella concava
Anatella concava är en tvåvingeart som beskrevs av Eberhard Plassmann 1990. Anatella concava ingår i släktet Anatella och familjen svampmyggor.
Artens utbredningsområde är Ungern. Inga underarter finns listade i Catalogue of Life.